# Konec polustanka
Konec polustanka (Конец полустанка) è un film del 1935 diretto da Vasilij Fёdorovič Fёdorov.